# Fétichisme sexuel
Cet article concerne le fétichisme sexuel. Pour la notion d'ethnologie, voir Fétichisme.
 Mise en garde médicale
Le fétichisme sexuel est une excitation sexuelle causée par un contact visuel ou physique d'un objet, d'une partie du corps spécifique ou d'une situation.
Ce type de fétichisme peut inclure le partialisme (toucher ou visualisation des parties du corps, entre autres seins, fesses, jambes, nombril, mains, nez, joues, narine ou plus communément pieds), un ou plusieurs objets (gants, collants, bottes et chaussures), ou une matière (cuir, vêtement moulant).

## Origine
La toute première utilisation du mot fétichisme concerne l’adoration par des peuples non occidentaux d’idoles ou d’objets fétiches censés être dotés d'un pouvoir.
Au tournant des XIXe et XXe siècles, le terme subit une extension du champ sémantique vers le domaine sexuel. Il prend sa signification érotique en 1887 dans la publication d'Alfred Binet Le Fétichisme dans l'amour, dans laquelle le psychologue le décrit comme une « excitation génitale intense pendant la contemplation d'objets inanimés. Le terme de fétichisme convient bien à ce genre de perversions sexuelles ».
Un fétichiste devient essentiellement l’adepte d’une activité sexuelle plus ou moins tolérée suivant les différentes cultures.

## Perception
Le terme est pour la première fois utilisé en 1887 par Alfred Binet,.
Si un fétiche cause des détresses psychosociales significatives pour l'individu ou possède des effets au détriment d'une partie importante de sa vie, ceci est diagnostiqué en tant que trouble paraphilique dans le Manuel diagnostique et statistique des troubles mentaux (DSM) et la classification internationale des maladies (CIM). Beaucoup d'individus tendent à conserver leur fétiche plutôt que de s'en débarrasser.
Dans une documentation recensant tous les cas observés pendant une période de 20 ans et ayant présenté des critères de fétichismes non-travestis dans un hôpital d'apprentissage, 48 cas ont été identifiés, et l'objet de leur fétichisme inclut les vêtements (58,3 %), le latex (22,9 %), les chaussures (14,6 %), les parties du corps (14,6 %), les vestes et blouson en cuir, et autres articles en cuir (10,4 %), ainsi que les matériaux et fabrications (6,3 %).
La classification des objets du fétichisme a été propagée par le célèbre ouvrage scientifique Psychopathia Sexualis. À titre d'exemples, au nombre des matières on retrouve, outre le cuir et le latex, les fourrures, la soie et le velours, dont le velours côtelé. Cette référence a permis de constater le lien entre la douceur de ces matières et la peau, ce qui a aidé à établir des explications plausibles sur les origines du fétichisme. La référence à la classification particulière d'un établissement hospitalier non mentionné est hautement douteuse puisqu'elle est basée strictement sur l'expérience limitée de cette seule institution et d'une seule région ou même d'un seul pays.

## Historique
Alfred Binet utilise pour la première fois ce terme dans un sens sexologique dans un article de la Revue philosophique en 1887. Sa théorie s'appuie sur des remarques de Jean-Martin Charcot et de Valentin Magnan sur un cas de fétichiste du bonnet de nuit dont les premiers émois sexuels étaient liés à la vision de sa mère en bonnet de nuit à l'âge de cinq ans. A. Binet construit une théorie dans laquelle l'expérience sexuelle infantile détermine la fixation du fétichisme. Il la résume en une formule : « On revient toujours à ses premières amours ».
Sigmund Freud s'appuie sur le travail de Binet et désigne comme fétichisme la pratique sexuelle de recherche de l'orgasme par le biais d'objets ou de parties du corps, indépendamment du coït. Il existe donc un fétichisme sexuel chaque fois qu'une partie du corps ou un objet vient prendre la place de l'organe sexuel du partenaire et se substitue entièrement à lui. La théorie de Freud évolue lors de ses réflexions. D'abord centré sur la notion de libido, le fétichisme est présenté comme une perversion. L’explication de l’origine du fétichisme sexuel serait lié à un traumatisme durant l'enfance symbolisé par l’angoisse de castration. Selon la théorie de Freud, un garçon, découvrant pour la première fois qu'une personne du sexe féminin ne possède pas de pénis, fait un déplacement sur un objet inanimé qu'il verra au même moment. Le fétiche constitue ainsi un substitut du phallus manquant de la femme. Cet objet lui sera alors nécessaire dans le futur pour avoir une satisfaction sexuelle. Selon lui, le fétichiste aurait recours à un clivage du moi, c'est-à-dire qu'une partie de la personnalité reconnaît l’angoisse de castration via l'objet fétiche, l'autre non et la refoule, la particularité du clivage demeurant dans le manque de communication entre ces deux pôles. Cette théorie rencontre cependant ses limites dans les cas de fétichisme féminin où l'angoisse de castration ne s'exprime pas de la même façon ; de fait, Freud évoque essentiellement l'homme fétichiste, et limite la femme au fétichisme des vêtements qu'il juge « normal ».
Les premières observations cliniques du fétichisme des vêtements ou passion des étoffes apparaissent en 1908 dans l'article Passion érotique des étoffes chez la femme de Gaëtan Gatian de Clérambault. Après Freud, la théorie du fétichisme subit d'autres influences. Dans les années 1930, Melanie Klein reprend le concept d'« objet partiel » de Karl Abraham et s'attarde plus à présenter le fétichisme du côté de l'objet maternel dans sa dimension d'attachement/séparation que dans sa dimension phallique.
Dans les années 1950, Donald Winnicott apporte sa contribution par sa théorie sur l'« objet transitionnel », qu'il différencie du « fétichisme » - même s'il reconnaît un caractère précurseur au fétichisme dans cette démarche. Selon lui, l'« objet transitionnel » est une illusion du phallus maternel, appartenant au développement affectif « normal » de l'enfant ; à l'inverse, le fétichisme relève de l'hallucination liée à la relation maternelle (donc le « sein »). En 1954, Jacques Lacan choisit le fétichisme pour illustrer sa théorie de la trilogie « Imaginaire » - « Symbolique » - « Réel ». L'angoisse de castration est présentée comme l'enjeu de l'historique clinique.

## Objets

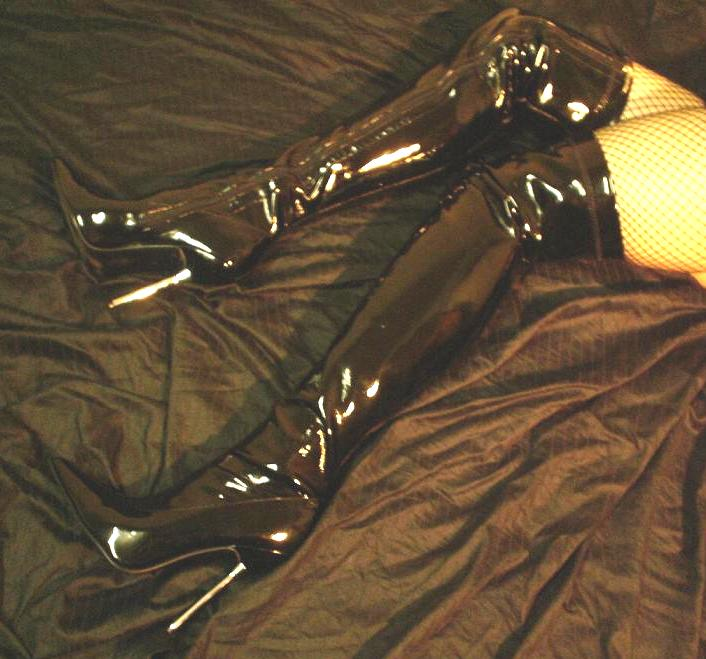
Image représentant le fétichisme de la botte (cuissardes) et du cuir.

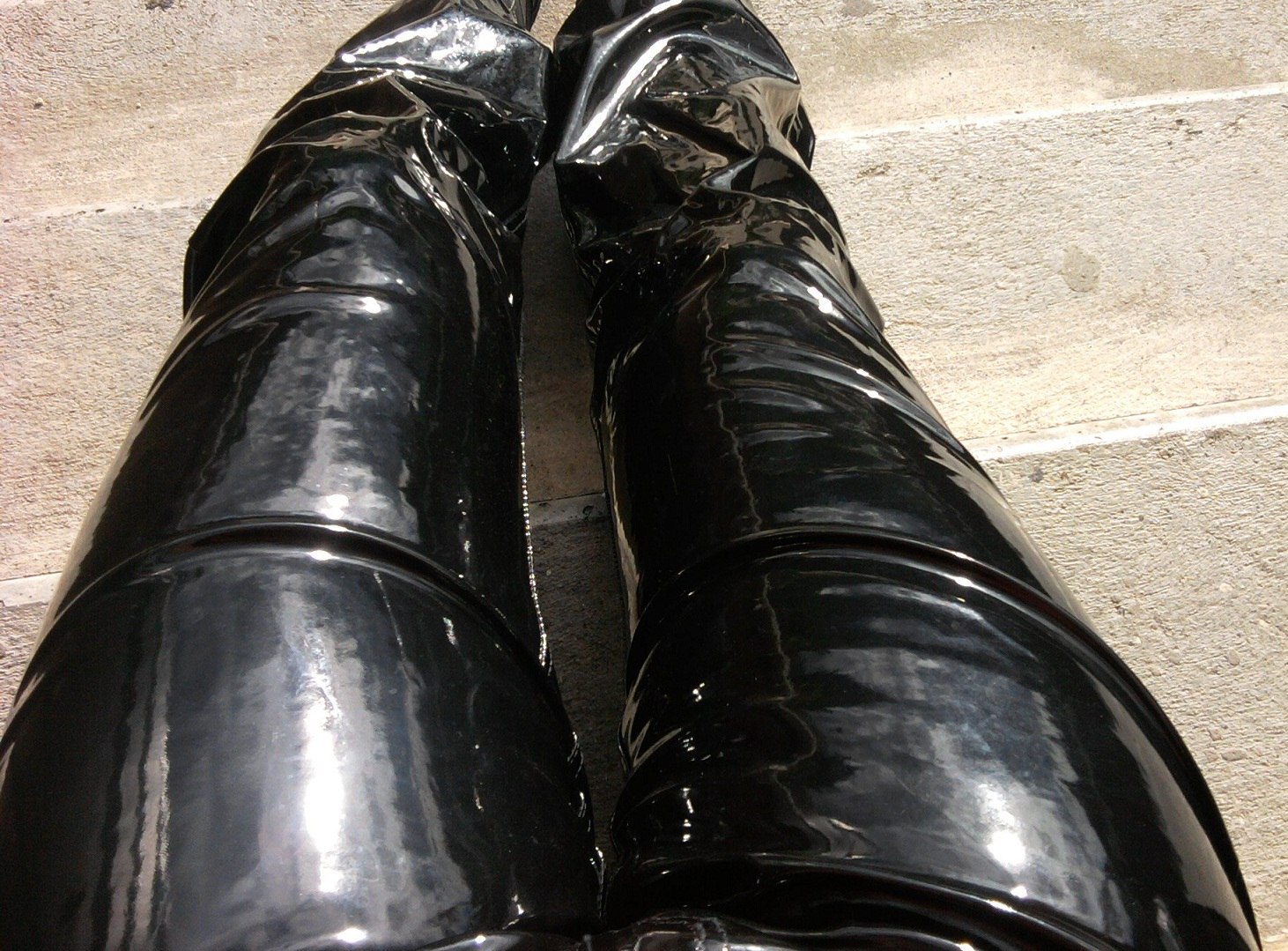
Image montrant un pantalon en vinyle porté par un homme.

Chez le fétichiste, l'excitation sexuelle est provoquée par la vue et/ou le toucher et/ou l'odeur de l'objet ou de la partie spécifique du corps qu'il s'est choisi. Ces objets, incluant notamment chaussures et vêtements (lingerie féminine), provoquent une excitation chez certains individus car ils sont intimement associés au corps humain[réf. souhaitée].

### Vêtements et uniformes
Le fétichisme, en tant que passion des étoffes, est souvent lié à certaines matières - il concerne notamment le cuir (fétichisme du cuir), le latex (fétichisme du latex, le vinyle), la fourrure, la laine, la soie ou l'élasthane - lycra (fétichisme du vêtement moulant). Le fétichisme des vêtements, type de fétichisme érotisé, s'est affirmé au cours des cinquante dernières années particulièrement en matière de photographie. Il est rencontré dans la vie quotidienne avec différents types de vêtements, des vêtements moulants : pulls en laine, sous-pull à col roulé, body, top, catsuit, des sous-vêtements (fétichisme des sous-vêtements). Ce fétichisme devient « fétichisme sexuel » lorsque la vue de cette matière, de ce type de vêtement, provoque une excitation sexuelle[réf. souhaitée].
Les pulls sont au rang des vêtements qui peuvent faire l'objet d'un fétichisme sexuel. Ce fétichisme, sous son versant homosexuel, est explicitement évoqué par Hervé Guibert, au début de Mes parents (Gallimard, 1986) : « […] je reste pressé contre son poitrail, ou son encolure, qui a une chaude odeur de sueur rousse, de laine un peu rance, il a un pull-over en V de grosse laine chamarrée sale et distendue […]. Je ne me laisse plus prendre mais je mets à Agneaudoux un pull en V qui ressemble singulièrement à celui qui m'a donné tant de plaisir [...] » (p. 24), ou encore dans Des aveugles (Gallimard, 1985) : « Soudain l'odeur rousse surnagea entre toutes les senteurs triviales et habituelles : la vapeur la rendait plus âcre que jamais, mais elle avait conservé ses tons de bois, de laine et de tabac, on aurait dit qu'un grand pull-over aux mailles épaisses, brunâtres, dégorgeait de toutes ses suées dans un baquet d'eau bouillante dont les planches neuves auraient tout juste été rabotées. » (p. 80, édition Folio).

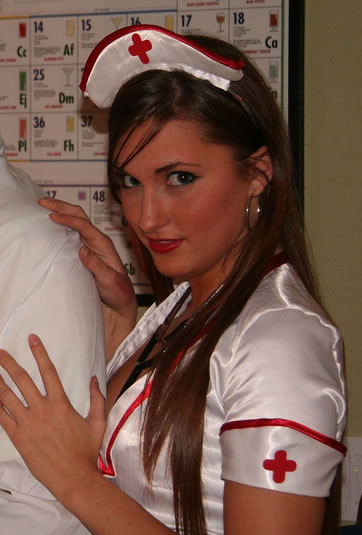
Le fétichisme de l'uniforme, ici avec celui de l'infirmière.

Le fétichisme de l'uniforme revêt une forme particulière, car il est souvent induit par une pulsion et un scénario, qui appartiennent en général à la thématique BDSM. L'uniforme à ce moment-là peut ne servir qu'à la mise en scène du jeu de rôles :
- médical : uniforme d'infirmière, de praticiens, blouses blanches. Il s'agit d'un fétichisme qui tient moins de son esthétique ou de sa dimension sensorielle (latex), que de l'acte censé se dérouler autour de la mise en scène appartenant à l'univers du jeu de rôles BDSM : auscultation, toucher rectal, lavement, piqûre, etc.
- militaire ou policier : suggestion de jeux d'interrogatoire, de torture, d'emprisonnement. C'est-à-dire la part fétiche ici conjuguée avec un jeu de rôles BDSM ;
- uniforme d'écolière, les Japonais en raffolent. Applicable pour plusieurs types de scénarios dans l'imaginaire BDSM : instituteur punissant son élève désobéissante, notamment, ou encore écolière rebelle prenant contrôle de son professeur ;
- uniforme de religieuse : où le fidèle se confesse (religieuse dominatrice), ou bien où la religieuse tient un jeu de rôle BDSM d'abnégation à une puissance supérieure ou divine (religieuse soumise, la puissance suprême pouvant, dans le cadre du jeu de rôles, être incarnée par le maître ou la maîtresse). Néanmoins, le fétichisme de l'uniforme de religieux(se) peut être totalement dissocié du BDSM dans le cadre d'un rapport sexuel où les attributs sont présents pour donner l'illusion de transgresser un interdit social ;
- uniforme enfant style marin, conjugué éventuellement avec un jeu de rôle BDSM d'institutrice sévère ;
- uniforme de valet, gilet acheté dans les boutiques pour uniforme de gens de maison : fantasme de soumission sur le thème du domestique BDSM ;
- uniforme de soubrette victorienne.

D'autres formes de fétichisme de l'uniforme, néanmoins, ne sont pas conjuguées à la thématique BDSM. Dans un certain nombre de cas, ces formes de fétichisme répondent avant tout à un besoin ou à un désir de transgresser l'interdit social (acte sexuel avec une personne en tenue religieuse, par exemple) ou d'atteindre l'inaccessible (sosie d'une célébrité ou d'un personnage fictif populaire avec des tenues identiques, ou autres déclencheurs érotiques : hôtesse de l'air, geisha, pompier, etc.). Qu'il soit ou non conjugué avec le BDSM, le fétichisme sexuel reste parfaitement similaire au fétichisme en soi, s'agissant dans tous les cas de l'adoration d'une idole (en tant qu'objet de culte)[réf. souhaitée].

### Chaussures
Le fétichisme sexuel pour les pieds peut être lié à tous types de chaussures. Selon Freud, il est parfois dérivé d'un fétichisme du pied lorsqu'il implique des chaussures (bottes, cuissardes, bottines, escarpins et talons aiguilles principalement), des chaussettes, collants, etc., et peut concerner des odeurs ou des stimuli visuels et/ou physique[réf. souhaitée].

## Parties du corps

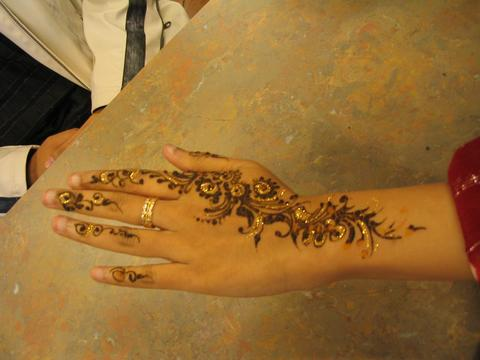
Main féminine tatouée.

Le fétichisme peut aussi être relatif aux parties du corps. Dans son sens populaire d'adoration des parties du corps, les fétiches peuvent se focaliser sur de différentes parties du corps (notamment seins, pieds et fesses). Viennent ensuite d'autres fétichismes notables moins répandus comme le fétichisme des jambes, le fétichisme du nez (nasophilie), ou encore le fétichisme des épaules, du nombril (ombiphilie) ou même des aisselles[réf. souhaitée].
D'autres fétichismes notables et très particuliers sont recensés dans le DSM-IV-TR. Ces fétichismes incluent timbre de voix, couches culottes (ABDL), cheveux (teinte ou type de coiffure) ou port de lunettes. Dans la mesure où de tels signes sont investis d'un pouvoir érotique, il s'agit bien d'un fétichisme, justification préalable de comportements souvent vus comme relevant ensuite d'une simple déviance. Le besoin d'identifier sur le partenaire la présence d'un objet ou d'une condition objectale devient le centre du désir sexuel[réf. souhaitée].

## Approches

### Classifications diagnostiques
D'après le manuel de la Classification internationale des maladies, version 2005, le fétichisme est l'utilisation d'objets inanimés en tant que stimuli du comportement et du désir sexuel ; dans la plupart des cas, l'objet est requis pour la satisfaction sexuelle. Le code CIM correspondant du fétichisme est F65.0. Les critères diagnostiques présentés incluent :
- fantasmes sexuels inhabituels, comportement et désirs perçus durant plus de six mois. Quelquefois, les fantasmes fétichistes surviennent et disparaissent d'eux-mêmes ; dans ce cas, aucun traitement médical n'est nécessaire ;
- chez l'individu affecté, ou chez le ou les objet(s) de son fétichisme, le fétichisme implique une déficience ou une détresse dans des domaines fonctionnels de son existence (interactions sociales notamment).

D'après le Manuel diagnostique et statistique des troubles mentaux, le fétichisme implique l'utilisation d'objets inanimés en tant que stimuli du comportement et du désir sexuel (cela s'applique seulement si les objets ne sont originellement pas destinés à une utilisation sexuelle (ex, godemichet)). Le code DSM du fétichisme est 302.81 ; les critères diagnostics sont, à la base, les mêmes que ceux du CIM. Dans le DSM, tous les critères sont donnés par sections. Ces deux définitions sont le résultat de longues discussions et de multiples révisions.
Des psychologues et cliniciens perçoivent le fétichisme en tant que variations normales de la sexualité humaine. Même si ces orientations, en tant que fétichismes, restent irréprochables du temps que les individus impliqués se sentent bien. Un fétichiste est considéré comme malade seulement s'il/elle souffre de sa propre addiction, et pas seulement de l'addiction en elle-même[réf. souhaitée].

### Thérapies
Deux approches sont proposées en traitement : la psychothérapie cognitivo-comportementale (schémathérapie) et la psychanalyse, bien que les traitements ne soient pas forcément nécessaires et se concentrent sur les difficultés que la personne éprouve. Dans la plupart des cas, les fétichistes acceptent leur fétiche et le voient en tant qu'orientation sexuelle naturelle, sans intention de le changer.
La psychothérapie cognitivo-comportementale cherche à changer l'opinion de l'individu sur son fétiche sans analyser la manière dont le fétichisme est parvenu jusqu'à lui[pas clair]. Cette psychothérapie se focalise principalement sur l'humeur et le comportement de l'individu qui est affecté par le fétiche en question.
Par opposition à la psychothérapie cognitivo-comportementale : le patient fait face à son fétiche et lorsque l'excitation sexuelle commence à faire surface, un stimulus désagréable ou contrariant peut être déclenché. Généralement, lors de pensées agréables envers le fétiche en question, une réponse inverse (soit désagréable voire douloureuse) bloque le stimulus sexuel.[réf. nécessaire][pas clair]
Un autre moyen étudié pour le traitement du fétichisme est proposé par la pharmacopée dans l'objectif d'une castration chimique[réf. souhaitée].

## Médias
Le fétichisme dans son sens sexologique est exploité par la littérature, bien avant sa reconnaissance sexologique. Cette reconnaissance s’appuie sur des éléments littéraires pour ses études. La littérature courtoise énumérant les « blasons du corps » féminin devient un véritable genre jusqu'au XVIe siècle et au XVIIIe siècle les descriptions deviennent presque cliniques, au XIXe siècle, le dandysme s'inspire du fétichisme vestimentaire[réf. souhaitée].
En photographie, design, cinéma et illustration, ce mouvement s'exprime au cours de l'entre-deux-guerre aux États-Unis et dont l'un des pères est John Willie, auteur de comics (Adventures of Sweet Gwendoline notamment) aux côtés de Stanton, Eneg et Jim. On parle aussi, plus couramment de « Fetish ». Sa forme classique a pour effet de substituer l'érotisme du corps, qui devient un élément secondaire de la mise en scène, par celui des objets, et principalement des vêtements ou des chaussures. Les matières jouent un rôle important, avec notamment les fétichismes liés au cuir, au latex et les matières vinyles ainsi que les talons aiguilles[réf. souhaitée].
Aux États-Unis, le mouvement a été principalement porté par Bettie Page dans les années 1950 puis par Helmut Newton à partir des années 1970-1980 et Richard Kern, au milieu des années 1980. En Europe, le mouvement plus récent s'est divisé en trois écoles : le Fetish art, de Robert Chouraqui, Ludovic Goubet, où le corps joue un rôle de mise en lumière et de mise en évidence des tenues ; le Fashion Fetish, de Christophe Mourthé, Peter Czernich ou Julien Reynaud (Anticmos) où l'imagerie fetish tente de gagner ; et le Fetish-SM art de Ludovic Goubet, Manuel Urquizar, Nath-Sakura et Eric Martin où les imageries fetish et sadomasochistes se rejoignent[réf. souhaitée].
À la suite de la création en Grande-Bretagne (Rubber Ball et Torture Garden), aux Pays-Bas (EuroPerve et Wasteland), en Belgique (Fetish Project) en France (Bal des Supplices, Nuit élastique, Nuit Dèmonia, Nuit FetishInParis, Alien Nation, Revolution Fetish, les soirées de LaLawrence et Zinella, etc.) et à Montréal,, Fetish Weekend, les soirées du Cirque de boudoir et FéticheSequence) de soirées spécifiquement fétichistes, on assiste à l'apparition au milieu des années 1980 de modèles spécialisés dans ce domaine, les fetish models. Les célébrités notables suivantes peuvent être citées : Dita von Teese (ex-épouse du chanteur Marilyn Manson), Bianca Beauchamp, Emily Marilyn, Mina, Darenzia, Kumi Monster, Miss Mosh, Eve-Adeline, Madrial, Alyz, Laïka de N., Morgana, Ulorin Vex, Sister Sinister, Louva, Jean Bardot, Rubberdoll, Nicotine, et LouLady[réf. souhaitée].
Le mouvement fetish a pris aussi, au cours des années 1990-2000 de l'essor dans le milieu de la haute couture, avec notamment la collection automne-hiver 2003 de la maison Dior qui a fait appel à House of Harlot, couturier fetish anglais, pour intégrer des éléments en latex dans le défilé, ainsi que durant le mouvement du fétichic en 2011[réf. souhaitée].
Depuis 2010 l'Association sportive motocycliste de France organise un concours le : Mister Leather France.
Chaque année également, La Fetish Week, tenue à Paris, est un événement majeur dédié au fétichisme et au BDSM. Elle propose des ateliers, des spectacles et un marché spécialisé, offrant une plateforme inclusive pour explorer ces pratiques. L'événement joue un rôle important dans la démystification du fétichisme et du BDSM, promouvant une compréhension et une tolérance accrues de la diversité sexuelle.

### Œuvres en relation avec le fétichisme
- Mes jambes, si vous saviez, quelle fumée… (adaptation d'entretiens de Pierre Molinier avec Pierre Chaveau en 1972), mise en scène de Bruno Geslin, avec Pierre Maillet (dans le rôle de Pierre Molinier), Jean-François Auguste et Élise Vigier. Théâtre de la Bastille, Paris, 2005 ; théâtre Romain Rolland, Villejuif (France), 2006.
- Le Cri de la soie, film français d'Yvon Marciano de 1996, avec Marie Trintignant, Sergio Castellitto et Anémone, inspiré de la vie et du travail du psychiatre Gaëtan Gatian de Clérambault.
- Anna Lynch - La porte d'Orient, bandes dessinées de Luciana Del Re et Cristina Fabris
- Fétiche, bandes dessinées de Luciana Del Re et Cristina Fabris